# Ioan Tănasă
Ioan Tănasă (n. 4 august 1929, la Bacău) este un fost deputat român în legislatura 1992-1996, ales în județul Cluj pe listele partidului PRM.